# 諾亞·埃莫里奇
諾亞·埃莫里奇（英語：Noah Nicholas Emmerich，1965年2月27日—）是美國的一位演員，憑藉電影美麗女孩而成名。他也出演過超級8，楚門的世界，玩命手機等電影和冷戰諜夢等電視劇。他出生在一個猶太人家庭。